# Polina Zhemchúzhina
Polina Semyónovna Zhemchúzhina (en ruso: Полина Семёновна Жемчужина), nacida Perl Karpóvskaya,(15 de febrerojul./ 27 de febrero de 1897greg. - 1 de abril de 1970) fue una política soviética y la esposa del Ministro de Asuntos Exteriores soviético Viacheslav Mólotov.

## Biografía
Nació bajo el nombre de Perl Karpóvskaya. Era la hija de un sastre judío en el pueblo de Polohy, Gubernia de Yekaterinoslav. Se unió al Partido Obrero Socialdemócrata de Rusia de los bolcheviques en 1918 y sirvió como comisario de propaganda en el Ejército Rojo durante la guerra civil rusa. Cambió su apellido a Zhemchúzhina ("zhémchug" en ruso significa "perla")  ya que su nombre de nacimiento Perl en yiddish, significa "perla".
En 1921, se casó con Viacheslav Mólotov, por entonces miembro del Comité Central del Partido Comunista de la Unión Soviética (PCUS). Ella también hizo una exitosa carrera en la jerarquía soviética pues sirvió en el Comisariado del pueblo (Narkomat) de la Industria Alimentaria bajo Anastás Mikoyán. En 1939, fue nombrada Comisario del pueblo (Narkom) para la Pesca, la primera comisaria femenina desempeñando el cargo de Narkom en el gobierno de la Unión Soviética, y fue elegida como candidata al Comité Central del PCUS de ese año.
Durante la década de 1920, su hermana emigró al entonces Mandato Británico de Palestina. Consejo de Comisarios del Pueblo de la República Socialista Federativa Soviética de Rusia. Su hermano Sam Carp fue un exitoso hombre de negocios en los EE. UU. 
Según el biólogo e historiador Zhorés Medvédev, Stalin tenía una gran desconfianza de Zhemchúzhina. Pensó que ella influía negativamente en Mólotov, y recomendó a éste divorciarse de ella.
La pareja compartió un apartamento con los estalinistas de Moscú. Zhemchúzhina y la esposa de Stalin, Nadezhda Alilúyeva se convirtieron en amigas cercanas. En noviembre de 1932, Zhemchúzhina calmó a Alilúyeva fuera de un comedor después de ser reprendida públicamente por Stalin en compañía de amigos. A la mañana siguiente, Alilúyeva fue encontrada muerta, en un aparente suicidio. Se cree que este evento habría alimentado un odio secreto de Stalin hacia Zhemchúzhina.
En una reunión secreta del Buró Político el 10 de agosto de 1939, el tema 33 de la agenda era "Acerca de la camarada Zhemchúzhina", sobre sus "conexiones con espías". Como era costumbre durante la Gran Purga, muchos de sus compañeros de trabajo fueron arrestados e interrogados, pero la "evidencia" (frecuentemente adquirida por la fuerza) en su contra era tan contradictoria que el 24 de octubre, se llegó a la conclusión de las "alegaciones contra la participación del camarada Zhemchúzhina en el sabotaje y el espionaje... son consideradas difamatorias". Sin embargo, fue severamente reprendida y depuesta por mantener contactos con "elementos enemigos facilitando sus misiones de espionaje". En febrero de 1941, fue retirada de la lista de los candidatos para el Comité Central.
En el Frente Oriental de la Segunda Guerra Mundial, Zhemchúzhina apoyó activamente el Comité Judío Antifascista (EAK) y se hizo amiga de muchos de sus principales miembros, sobre todo Solomón Mijoels. Ella asistió con frecuencia actuaciones del Teatro Estatal Judío de Moscú.
Polina Zhemchúzhina se hizo amiga de Golda Meir, quien llegó a Moscú en noviembre de 1948 como la primera embajadora de Israel en la Unión Soviética. Como hablaba fluidamente el yiddish, Zhemchúzhina actuó como traductora para una reunión diplomática entre su marido, Viacheslav Mólotov, Ministro de Asuntos Exteriores de la Unión Soviética, y Meir.
Fue detenida en diciembre de 1948 bajo cargos falsos de traición después de haber sido obligada a firmar un divorcio forzado con Mólotov. La sentencia fue de cinco años en un campo de trabajo. Finalmente se reunió con su marido gracias a Lavrenti Beria, después de la muerte de Stalin en marzo de 1953. Su primera pregunta fue: "¿Cómo está Stalin?" Al enterarse de que había muerto unos días antes, se desmayó. Mólotov nunca dejó de amar a su esposa, y se dice que cada noche ordenaba a su servicio a hacer una cena para dos personas para recordarle que, según sus propias palabras, "ella sufrió por mi culpa".  
Desde entonces, Polina Zhemchúzhina y Viacheslav Mólotov vivieron, como estalinistas apartados del poder, en el bloque de apartamentos de élite gubernamentales en la calle Granovski (hoy Románov pereúlok), cerca del Kremlin de Moscú. Zhemchúzhina murió por causas naturales en 1970. Su nieto, Viacheslav Nikonov, es un político y diputado de la Duma Estatal por el partido gobernante Rusia Unida.